# Planningtorock
Jam Rostron (anteriormente Janine), más conocido por su nombre artístico Planningtorock, es un músico y productor discográfico residente en Berlín (Alemania).

## Biografía

### Inicios
Rostron estudió en una escuela de arte en Sheffield antes de mudarse a Berlín en 2002. En 2004, lanzó su discográfica Rostron Records con el EP Eins de Planningtorock, seguido en 2005 por el LP Carousel of Souls, una compilación que incluía canciones de The Knife y The Soft Pink Truth. Cantó los coros en la canción de Badly Drawn Boy "Outside is a Light 2", un lado B del sencillo de 1999 
"It Came From the Ground".

### 2006–2009: Have It All
Tras firmar con la discográfica de Chicks on Speed en 2006, Planningtorock lanzó el sencillo "Changes/I Wanna Bite Ya" en edición limitada en disco de vinilo de 18 cm, antes de la salida de su álbum debut el verano siguiente. 
En 2006, Planningtorock hizo un remix de la canción "Marble House" de The Knife.

### 2010–2011:Tomorrow, In a YearyW
En 2010, Planningtorock colaboró con The Knife y Mount Sims en la escritura y composición de una ópera para el grupo de interpretación danés Hotel Pro Forma. La ópera, llamada Tomorrow, In a Year, está basada en El origen de las especies de Charles Darwin. Tomorrow, In a Year fue lanzado el 9 de marzo de 2010 por la discográfica Mute Records con opiniones generalmente favorables por parte de críticos contemporáneos, alcanzando una nota promedio de 67/100 en Metacritic. 
El mismo año, Rostron contribuyó en la composición y el diseño de sonido para la película The Bad Breast; or, The Strange Case of Theda Lange de Bruce LaBruce.
Rostron y James Murphy empezaron a escribirse luego de que éste enviara una carta de admirador que decía "Solamente diré que de verdad me gusta esto de Planningtorock". Posteriormente, Murphy la invitó a unirse a la gira Sound of Silver de LCD Soundsystem, y Planningtorock firmó un contrato con la discográfica de Murphy, DFA Records. En 2010, Planningtorock participó en la escritura de la canción "Answering Machine" del álbum From the Cradle to the Rave de Shit Robot, de la misma discográfica. DFA lanzó W el segundo álbum de estudio de Planningtorock, el 17 de mayo de 2011. Rostron venía trabajando en las canciones desde el 2007, llegando a escribir 27. W recibió opiniones positivas por parte de críticos contemporáneos, alcanzando una nota de 72/100 en Metacritic. El álbum incluye un cover de la canción "Janine" de Arthur Russell.

### 2012–hoy: EP yAll Love's Legal
En una entrevista con Resident Advisor, Rostron declaró: "El verano pasado tras la gira de W, tuve una especie de colapso creativo y no estaba segura de querer seguir haciendo música. Fue entonces que escribí "Patriarchy Over And Out" y de repente el objetivo del siguiente álbum se volvió muy claro". Durante este periodo, Rostron cambió legalmente su nombre de Janine a Jam, consiguiendo así tener un nombre sin género definido. También reveló que en la primavera del 2012 instaló un estudio con Olof Dreijer (de The Knife), Hermione Frank (AXA Roxymore) y Paula Temple. 
Según Rostron, "Patriarchy Over And Out" fue un giro que marcó "el comienzo de ser más directa y experimentar con posiciones más políticas".
El 8 de marzo de 2013 Rostron lanzó "Misogyny Drop Dead EP", y a mediados de julio sacó "Let's Talk About Gender Baby", un remix de "Full of Fire" de The Knife únicamente en vinilo. 
El 29 de octubre de 2013 Rostron anunció la salida de su tercer álbum de estudio, All Love's Legal, así como de un vídeo musical para "Welcome", la canción de apertura.

## Estilo artístico
Según Planningtorock, la distorsión de su voz permite "jugar un poco con el género además de comunicar lo que para mí es la parte emocional de las canciones. Porque me interesa realmente ir más allá de los límites en los que vivimos –y dentro de los cuales nos definimos– y se trata de un experimento."

## Discografía

### Álbumes de estudio
- Have It All (2006)
- W (2011)
- All Love's Legal (2014)

### Colaboraciones
- Tomorrow, In a Year (con The Knife y Mount Sims)

### EP
- Eins (2004)
- Topics on a Foreign Mind (2004)
- Have It All Stringed Up (2006)
- Misogyny Drop Dead EP (2013)

### Recopilaciones
- RA.266 (2011)

### Sencillos
- "Changes/I Wanna Bite Ya" (2005)
- "Doorway" (2011)
- "The Breaks" (2011)
- "Living It Out" (2011)
- "Patriarchy Over & Out" (2012)
- "Misogyny Drop Dead" (2013)
- "Human Drama" (2014)

### Remixes
- The Knife – "Heartbeats" (2005)
- The Knife – "Marble House" (2006)
- Telepathe – "Devil's Trident" (2008)
- Austra – "Lose It" (2011)
- CREEP featuring Nina Sky – "You" (2011)
- Vicious Circle – "Cerebre" (2012)
- The Knife – '"Let's Talk About Gender Baby, Let's Talk About You And Me" (remix de "Full of Fire")